# Cherubusco Newton

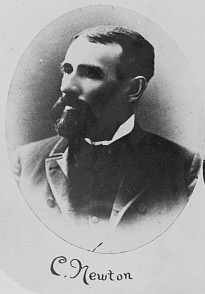
Cherubusco Newton

Cherubusco Newton (* 15. Mai 1848 in Greensburg, St. Helena Parish, Louisiana; † 26. Mai 1910 in Monroe, Louisiana) war ein US-amerikanischer Politiker. Zwischen 1887 und 1889 vertrat er den Bundesstaat Louisiana im US-Repräsentantenhaus.

## Werdegang
Cherubusco Newton besuchte in Bastrop private Schulen. Danach studierte er an der Louisiana State University, die sich damals in Alexandria befand. Anschließend unterrichtete er für einige Zeit als Lehrer. Nach einem Jurastudium und seiner 1870 erfolgten Zulassung als Rechtsanwalt begann er in Bastrop in diesem Beruf zu arbeiten. Gleichzeitig begann er als Mitglied der Demokratischen Partei eine politische Laufbahn.
Zwischen 1879 und 1883 gehörte Newton dem Senat von Louisiana an. Im Jahr 1885 lehnte er eine Richterstelle ab. Bei den Kongresswahlen des Jahres 1886 wurde er im fünften Wahlbezirk von Louisiana in das US-Repräsentantenhaus in Washington, D.C. gewählt, wo er am 4. März 1887 die Nachfolge von J. Floyd King antrat. Da er für die Wahlen im Jahr 1888 von seiner Partei nicht mehr nominiert wurde, konnte er bis zum 3. März 1889 nur eine Legislaturperiode im Kongress absolvieren. Im Juni 1888 nahm er als Delegierter an der Democratic National Convention in St. Louis teil, auf der US-Präsident Grover Cleveland für eine zweite Amtszeit nominiert wurde.
Nach dem Ende seiner Zeit im US-Repräsentantenhaus praktizierte Cherubusco Newton wieder als Anwalt in Bastrop. Später verlegte er seine Kanzlei und seinen Wohnsitz nach Monroe. Dort ist er am 26. Mai 1910 auch verstorben.